# Agastache aurantiaca
Agastache aurantiaca là một loài thực vật có hoa trong họ Hoa môi. Loài này được (A.Gray) Lint & Epling mô tả khoa học đầu tiên năm 1945.

## Hình ảnh

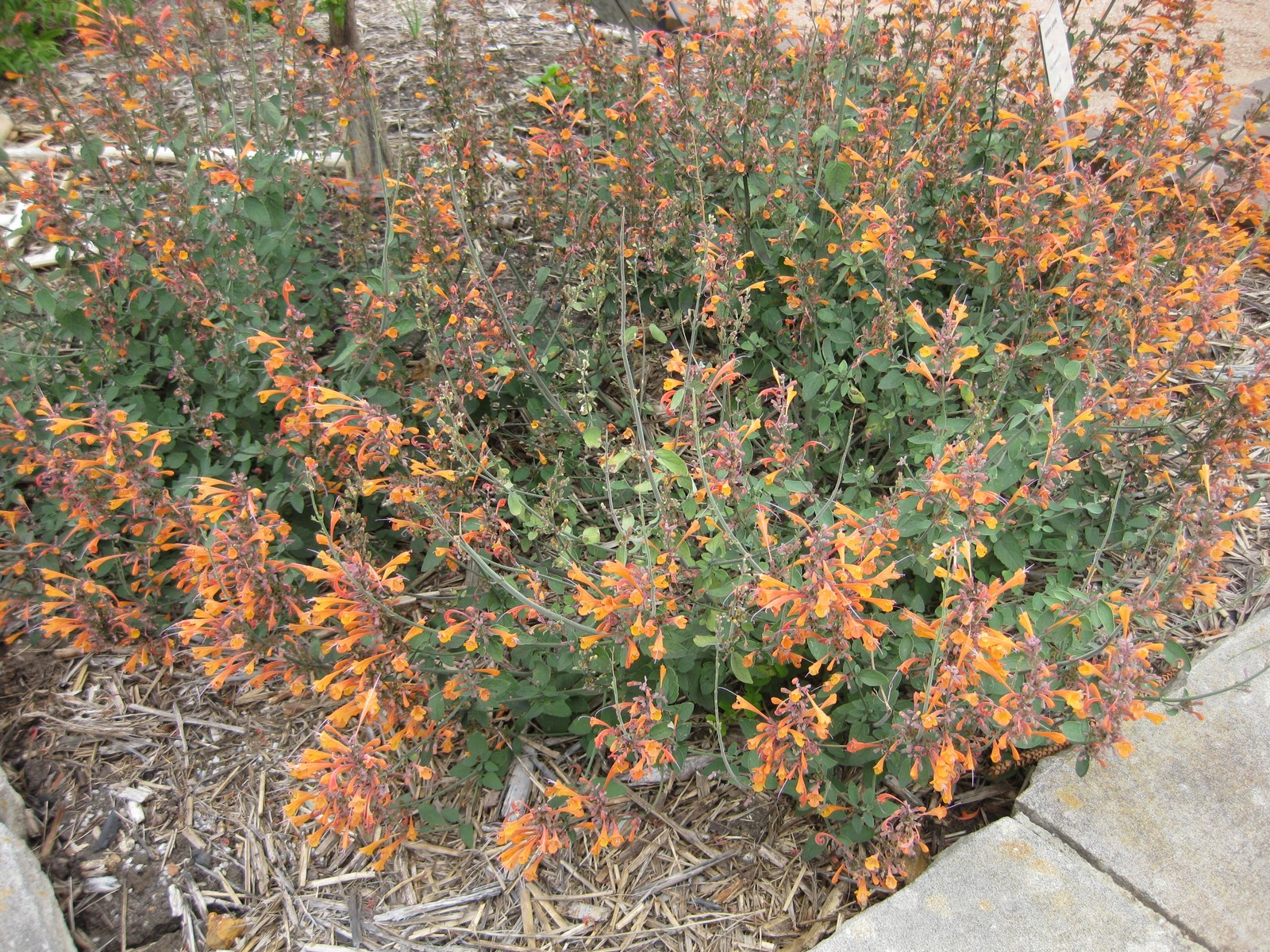
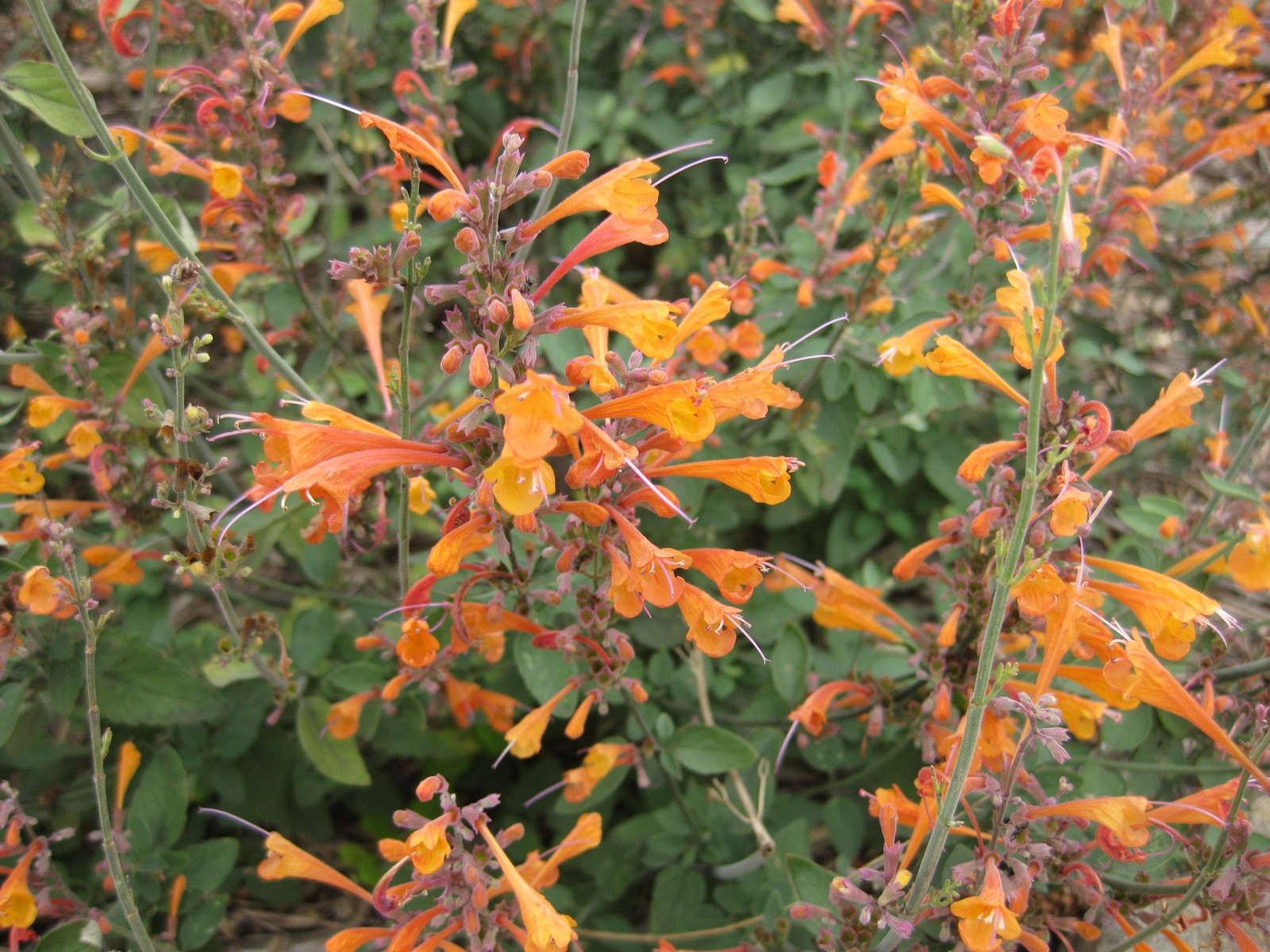
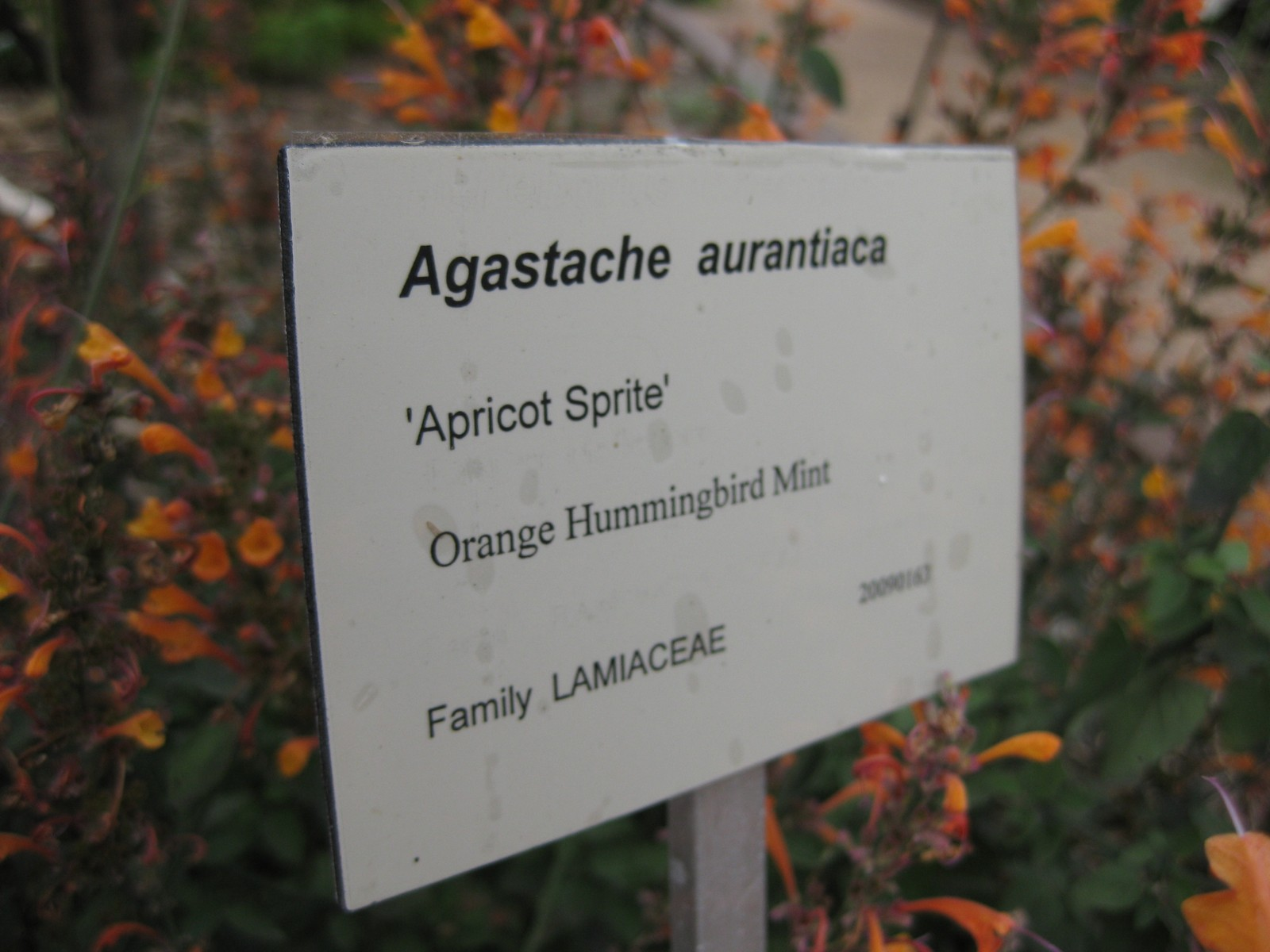
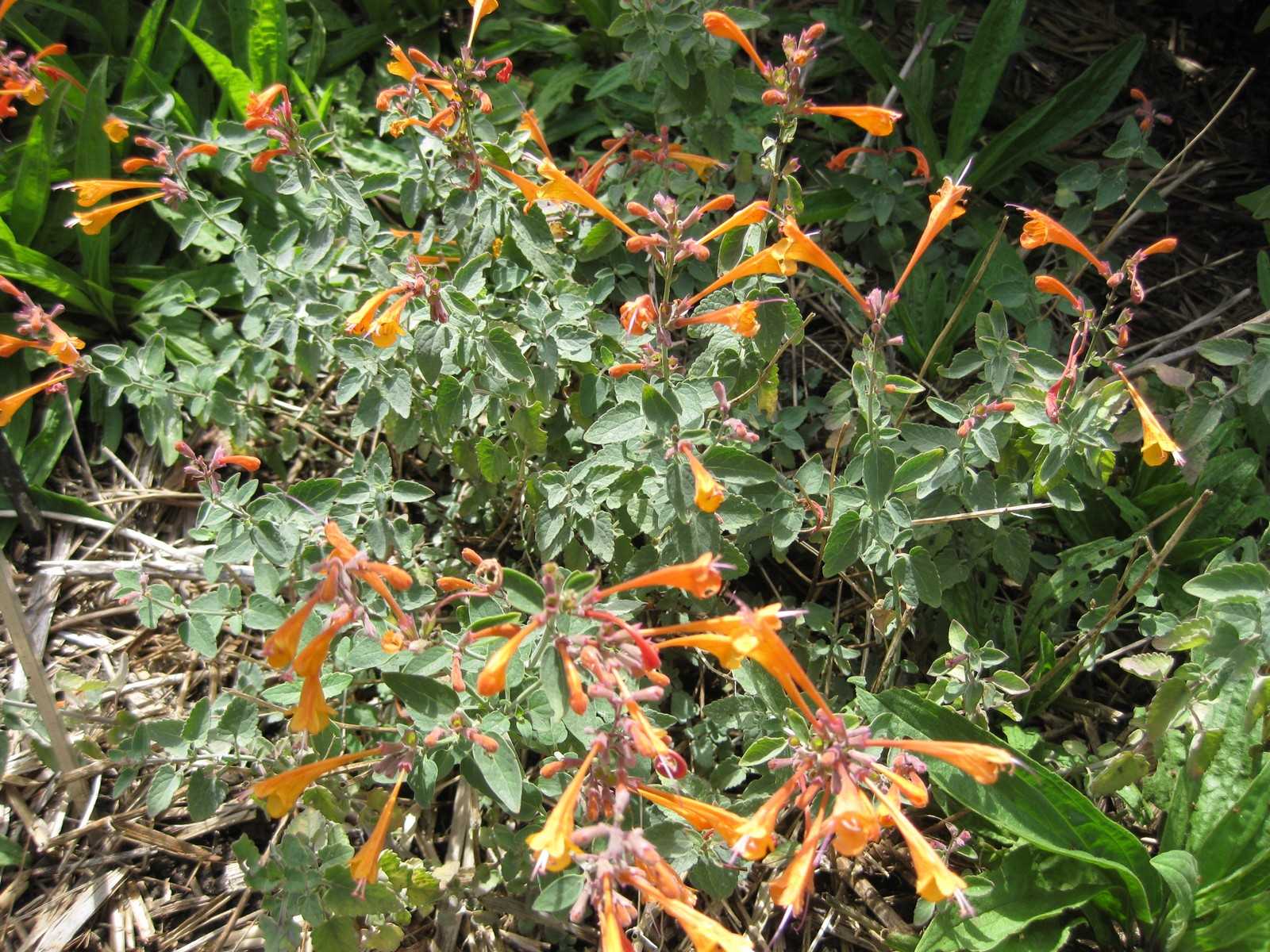